# James Lawson Kemper
James Lawson Kemper (Mountain Prospect, 11 giugno 1823 – Walnut Hills, 7 aprile 1895) è stato un politico, avvocato e militare statunitense.

## Biografia
Fu il trentasettesimo governatore della Virginia. Nato nella contea di Madison, figlio di William e Maria E. Allison Kemper, fratello di Frederick T. Kemper (colui che fonderà la Kemper Military School).
Durante la guerra civile combatté con il grado di brigadiere generale e poi colonnello, partecipando a numerose battaglie come la Prima battaglia di Bull Run, Battaglia di Seven Pines, Seconda battaglia di Bull Run e la Battaglia di Gettysburg.

## Filmografia
L'attore Royce D. Applegate interpretò il ruolo di James Lawson Kemper nei film fra cui Gettysburg del 1993 e Gods and Generals del 2003.